# 王彥 (明朝宦官)
王彦（？年—？年），原名王狗儿，明朝宦官，明成祖朱棣赐名王彦，明朝永乐时期的尚宝监太监。

## 生平
王彦是松花江的建州女真人，父亲萨理蛮率部属归附明太祖，从征有功。王彦为燕王朱棣侍从的府邸，后来跟随朱棣靖难立功。朱棣在山东与盛庸对战，命都指挥朱荣、刘江，与王狗儿率精骑三千夜袭，破其营，杀数千人，获马三千匹。王彦随朱高煦突击建文帝的军队，随大将朱能突袭敌营，尽获其战舰济师，驻南岸。朱棣即位后，派王彦镇守辽东，为首任辽东镇守太监，镇守辽东三十年。王彦后来参与朱棣远征漠北之役。永乐十二年，王彦又随成祖出征瓦剌。永乐十五年，成祖巡视北京，王彦随驾。明仁宗即位，王彦因和汉王朱高煦关系密切，被一度召回北京。明宣宗时，仍让王彦镇守辽东。王彦有妻吴氏，明英宗正统年间回京师，年将七十，在昌平县桃谷口建广宁寺，大学士杨荣为之撰《敕赐广宁寺记》。